# The Night They Drove Old Dixie Down
The Night They Drove Old Dixie Down – utwór kanadyjskiej grupy The Band, napisany przez Robbiego Robertsona. Piosenka ukazała się na płycie The Band (znanej również jako „Brązowy Album”), wydanej w roku 1969.

## Tekst
Treść piosenki osadzona jest w czasach wojny secesyjnej. Mówi o zwykłych ludziach, uwikłanych w spór między Unią i Konfederatami. Virgil Cane, bohater utworu, w przeciwieństwie do swojego brata, który opowiedział się po stronie konfederatów („like my brother above me, who took a rebel stand”) nie jest powiązany ideologicznie czy emocjonalnie z żadną z walczących stron, nie rozumie istoty wojny („I don’t mind choopin’ wood, and I don’t care if the money’s no good”), a mimo to dramat wojny dotyka bezpośrednio jego i jego najbliższych. Jego brat zginął zabity przez żołnierzy Unii („But a Yankee laid him in his grave”).
Najważniejszym punktem piosenki jest wyznanie jedynego pragnienia prostego człowieka, któremu dane jest żyć w niespokojnych czasach („Just take what you need and leave the rest”) – pragnienia spokoju i odpoczynku. Społeczeństwo wymaga jednak od każdej jednostki własnego światopoglądu i określonej pozycji ideologicznej („But they should never have taken the very best”), odbierając tym samym prawo każdego człowieka do wytchnienia.

## Wersje innych wykonawców
- 1971 Joan Baez – album Blessed Are...[6]
- 1975 Johnny Cash – John R. Cash[7]
- 1995 Sophie B. Hawkins – Spirit of '73 – Rock for Choice (album różnych artystów)[8]